# Slakteri

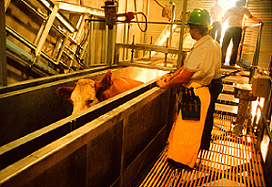
Slaktdjur och arbetare i ett slakteri.

Ett slakteri eller slakthus är en anläggning för slakt och styckning. Slakteriet kan också vara tillverkningsplats för kött- och charkvaror.
Enligt EU-reglerna om obligatorisk ursprungsmärkning så ska det bland annat framgå i vilket slakteri och eventuellt vilken styckningsanläggning (anläggningens nummer) som en färskt eller fryst nötköttsprodukt är slaktad respektive styckad vid.